# Ammophanes deserticola
Ammophanes deserticola là một loài bướm đêm trong họ Noctuidae.